# Krasnoperekopsk
Krasnoperekopsk (en ucraïnès: Красноперекопськ, en rus: Красноперекопск) és una ciutat de la República Autònoma de Crimea, a Ucraïna, que el 2021 tenia 24.660 habitants. Pertany al districte rural de Krasnoperekopski del qual és la seu administrativa.